# Prussic
Prussic war eine grönländische Hip-Hop-Band.

## Geschichte
Prussic entstand 2003, als Taatsi Højgaard, Maasi Pedersen und Kunuk Kleist sich bei Alex Andersen, dem Drummer von Chilly Friday trafen, um gemeinsam mit diesem ein Musikvideo zu drehen. Alex Andersen produzierte gemeinsam mit den dreien anschließend das Album Misiliineq Siulleq („Der erste Versuch“) auf seinem eigenen Plattenlabel Beat! Productions. Die Gruppe rappte auf Grönländisch über gesellschaftliche Probleme. Das Album verkaufte sich 4000 Mal und erreichte somit Goldstatus. 2003/04 erhielt Prussic hierfür den Jahrespreis der Koda Awards. Die Band löste sich anschließend auf, während Maasi Pedersen ein Soloalbum herausgab. Maasi Pedersen und Kunuk Kleist wirkten zudem auf Ole Kristiansens Album Kikiak mit. Maasi Pedersen verkaufte 2022 Koda Award für 5000 kr., um das Geld zugunsten notleidender Kinder in Grönland zu spenden. Kurz nachdem Maasi Pedersen zum Minister ernannt worden war, gab die Gruppe im April 2025 ihr letztes Konzert.